# Buš
Buš är en ort i Tjeckien.   Den ligger i regionen Mellersta Böhmen, i den centrala delen av landet, 30 km söder om huvudstaden Prag. Buš ligger 348 meter över havet och antalet invånare är 219.
Terrängen runt Buš är kuperad åt nordost, men åt sydväst är den platt. Runt Buš är det ganska glesbefolkat, med 22 invånare per kvadratkilometer. Närmaste större samhälle är Zbraslav, 19,2 km norr om Buš. I omgivningarna runt Buš växer i huvudsak blandskog.